# Hedwig Büll
Hedwig Büll (auch: Anna Hedvig Büll, geborene Anna Hedwig Bühl; * 23. Januarjul. / 4. Februar 1887greg. in Haapsalu, Gouvernement Estland, Russisches Kaiserreich; † 1. Oktober 1981 in Waldwimmersbach bei Heidelberg) war eine estnische Missionarin deutsch-baltischer Herkunft, die während des Völkermords an den Armeniern an der Rettung mehrerer tausend armenischer Waisen beteiligt war.

## Leben und Werk

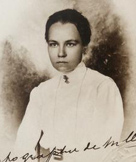
Anna Hedvig Büll als Jugendliche

Anna Hedwig Büll wurde 1887 in eine evangelische Familie in Haapsalu geboren. Ihr Vater war der wohlhabende Kaufmann Ernst Gottlieb Theodor Bühl, der in Haapsalu eine Kureinrichtung für Schlamm-Anwendungen betrieb, ihre Mutter war Alma Louise Wilhelmine Stürmer. Anna Hedwig war das sechste von acht Geschwistern und besuchte bis zum Alter von 15 Jahren eine staatliche Schule. Danach wurde sie nach Sankt Petersburg geschickt, um ihre Ausbildung am Gymnasium der Sankt-Annen-Gemeinde fortzusetzen. Bei einem Familienbesuch in Haapsalu 1903 wurde sie durch mehrere Lesungen des bekannten Predigers Johann Kargel in ihrem Vaterhaus inspiriert und beschloss, ihr Leben der humanitären Missionsarbeit zu widmen.
Nachdem sie im gleichen Jahr ihr Abitur erhalten hatte, verbrachte Anna Hedwig Bühl einige Zeit im Missionshaus Malche in Bad Freienwalde (Oder), wo sie vom Schicksal der Armenier im Osmanischen Reich hörte. Um diesen zu helfen, setzte sie ihre Ausbildung beim „Deutschen Hilfsbundes für christliches Liebeswerk im Orient“ in Frankfurt am Main fort. Sie erhielt eine Einladung, für diese Organisation in einem armenischen Missionshaus in Marasch zu arbeiten, wurde jedoch aufgrund ihrer Jugend zunächst zur Betreuung von Frauen und Kindern in deutschen Dörfern im russischen Kaiserreich eingesetzt, danach in der Armenfürsorge in Sankt Petersburg.
1909 versuchte Bühl erneut nach Armenien zu gelangen. Dieses Mal scheiterte ihre Reise an Massakern in und um Adana. Stattdessen besuchte Bühl während zweier Jahre ein Lehrerseminar für Missionare. Erst 1911 gelangte sie nach Kilikien, wo sie dann bis 1916 als Lehrerin im armenischen Waisenhaus des Deutschen Hilfsbundes in Marasch tätig war. 1915 war Bühl Augenzeugin des Völkermords an den Armeniern in Kilikien und war an der Rettung von zweitausend armenischen Frauen und Kindern beteiligt, als Marasch zur „Stadt der Waisen“ deklariert wurde. 1916 wurde Bühl aus Marasch abberufen. Über Konstantinopel und Graz, wo sie sich wegen der revolutionären und Nachkriegswirren anderthalb Jahre aufhielt, gelangte sie 1921 wieder nach Estland. Sie nahm die Staatsbürgerschaft der neu gegründeten estnischen Republik an und estonisierte ihren Namen.
1921 ging Anna Hedvig Büll für die neugegründete Action Chrétienne en Orient nach Aleppo in Syrien, wo sie ein Flüchtlingslager für die Überlebenden des Völkermords einrichtete. Sie organisierte medizinische Hilfe für Opfer der Pest und ließ zwei Krankenhäuser bauen. Sie organisierte die Einrichtung von Webstuben, Handwerksbetrieben, Gärten und einer Armenisch-Schule und weitere Einrichtungen zur Verbesserung der Situation der Flüchtlinge. Gemeinsam mit der Elsässerin Anne-Marie Tartar baute sie die Missionshäuser Elim und Sichar zu einem regional bedeutsamen Evangelisationszentrum für arabische und armenische Christen aus.
1951 wurden die meisten der Flüchtlinge, die unter der Obhut der Missionare standen, in die Armenische SSR verbracht; Hedwig Büll wurde die Einreise jedoch von den sowjetischen Behörden verweigert. Sie kehrte deshalb nach Europa zurück, wo sie sich weiterhin für die Belange der Armenier einsetzte. Sie schrieb ein Erinnerungsbuch über ihre Mit-Missionarin Nurzia (Marie) Levonjan und rief zu Spenden auf. 1981 starb Hedwig Büll in einem Pflegeheim für Missionare in Waldwimmersbach in der Nähe von Heidelberg.

## Publikationen
- Notjahre und Erweckungszeiten im Orient : Aus dem gesegneten Leben der armenischen Evangelistin Nurzia Levonian. Lahr-Dinglingen, Verlag der Johannis-Druckerei C. Schweickhardt 1957.

## Ehrungen

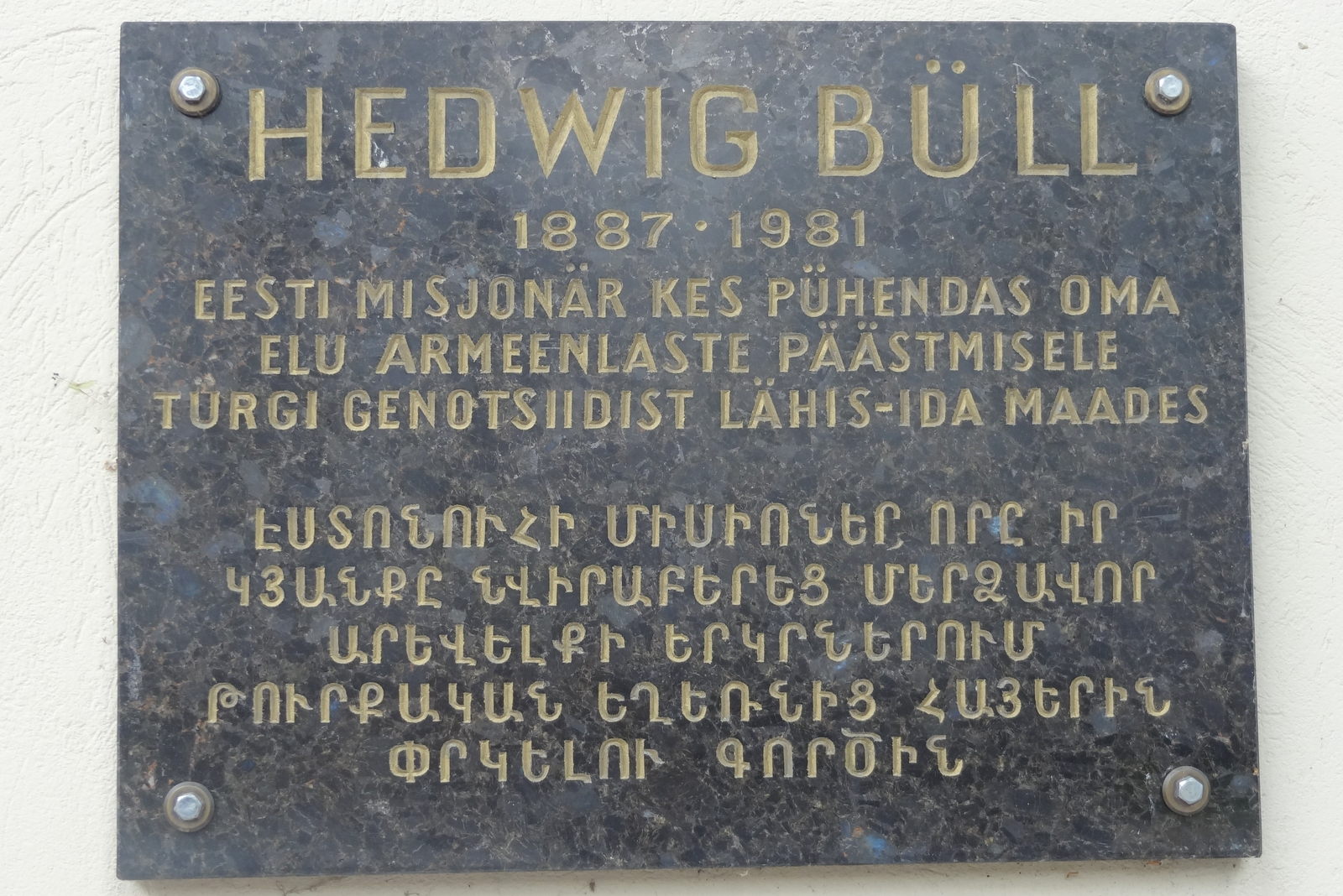
Gedenktafel für Hedwig Büll in estnischer und armenischer Sprache: „Hedwig Büll. 1887–1981. Estnische Missionarin, die ihr Leben der Rettung der Armenier vor dem türkischen Genozid in den Ländern des Nahen Ostens widmete.“

Am 29. April 1989 wurde an ihrem Geburtshaus in der Kooli-Straße 5 in Haapsalu von der armenisch-estnischen Kulturgesellschaft eine Gedenktafel angebracht. Die Erinnerung an Hedwig Büll wird auch durch ein Denkmal in Armenien wachgehalten, ihr Name findet sich unter den durch eine Gedenktafel des Völkermord-Museums Zizernakaberd in Jerewan Geehrten. 2015 wurde in ihrem Geburtsort Haapsalu durch die Armenier ein Gedenkstein, ein Chatschkar, d. h. ein armenisches Steinkreuz, aufgestellt.